# 二硫杂环丁烯
二硫杂环丁烯（英语：Dithiete）是一种不饱和杂环化合物，含有两个相邻的硫原子和两个sp2杂化碳中心。衍生物统称为二硫杂环丁烯化合物或1,2-二硫杂环丁烯化合物。具有6个π电子的1,2-二硫醚是芳香族有机硫化合物的例子。一些1,2-二硫杂环丁烯化合物已被分离出来。3,4-双(三氟甲基)-1,2-二硫杂环丁烯是一个特别稳定的例子。
未取代的1,2-二硫杂环丁烯在热解反应中生成，并在低温基质中通过微波光谱、紫外光电子能谱和红外光谱进行了表征。开环异构体二硫乙二醛的稳定性低于1,2-二硫杂环丁烯。
二硫酮可以通过1,3-二硫醇-2-酮的低温光解来制备（作为反式二硫乙二醛）。仅当使用具有极化函数的大基组时，量子化学计算才能重现所观察到的 1,2-二硫醚的更高稳定性。

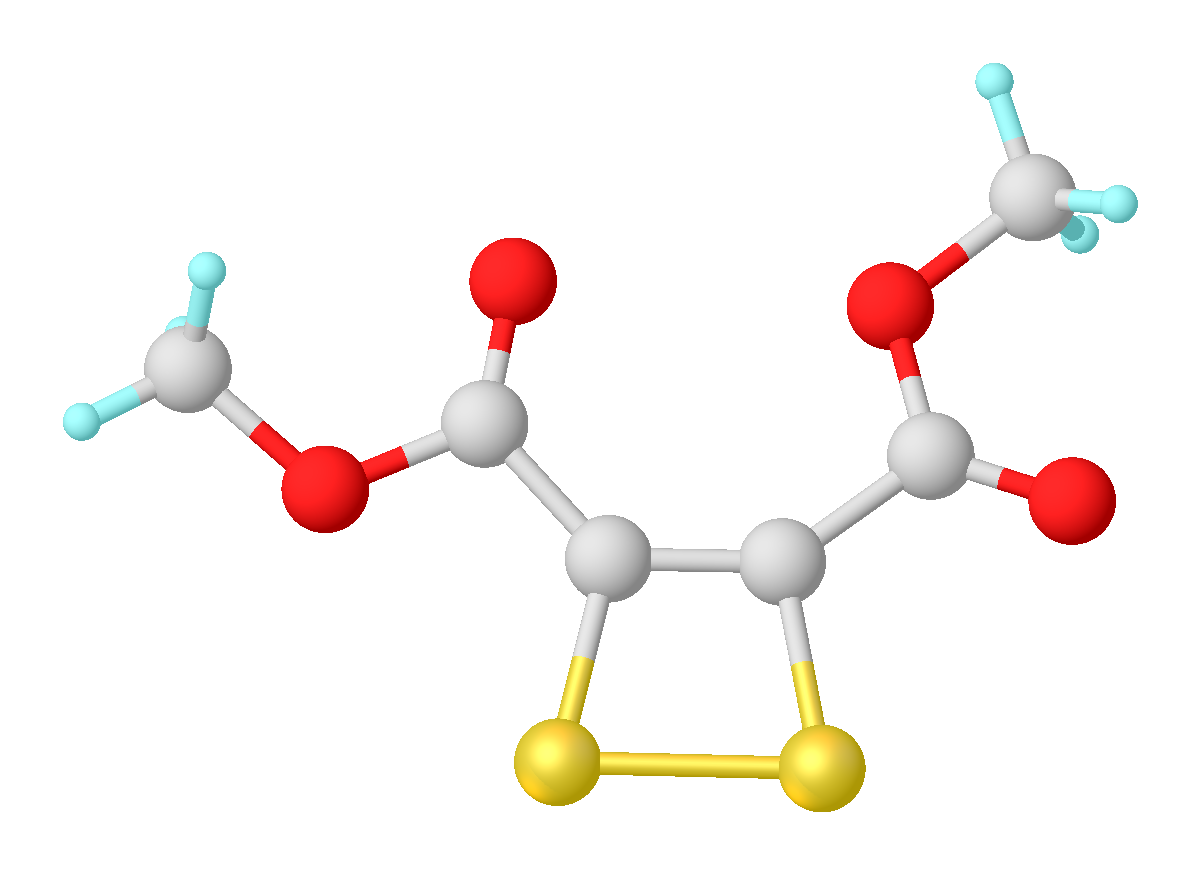
二硫杂环丁烯S_{2}C_{2}(CO_{2}Me)_{2}的结构。选定的距离和角度：r_{C=C} = 1.362、r_{C-S} = 1.738、r_{S-S} = 2.072 Å、<_{S-S-C} = 78.3°、<_{S-C-S} = 102°.

## 延伸阅读
- Diehl, F.; Meyer, H.; Schweig, A.; Hess, B. A.; Fabian, J. . J. Am. Chem. Soc. September 1989, 111 (19): 7651–7653. doi:10.1021/ja00201a076.
- Vijay, D; Priyakumar, UD; Sastry, GN. . Chemical Physics Letters. 2004, 383 (1–2): 192–197. Bibcode:2004CPL...383..192V. doi:10.1016/j.cplett.2003.11.021.
- Jonas, V; Frenking, G. . Chemical Physics Letters. 1991, 177 (2): 175–183. Bibcode:1991CPL...177..175J. doi:10.1016/0009-2614(91)90064-G.
- Gonzalez, L; Mo, O; Yanez, M. . Chemical Physics Letters. 13 December 1996, 263 (3): 407–413(7). Bibcode:1996CPL...263..407G. doi:10.1016/S0009-2614(96)01240-7.